# Condado de Montgomery (Alabama)
O Condado de Montgomery (em inglês:  Montgomery County) é um dos 67 condados do estado norte-americano do Alabama. De acordo com o censo de 2022, sua população é de 226.361 habitantes. A sede e maior cidade do condado é Montgomery. Foi fundado em 6 de dezembro de 1816 e o seu nome é uma homenagem a Lemuel P. Montgomery (c.1786-1814), militar morto na Batalha de Horseshoe Bend, a batalha final da Guerra Creek.
É o quarto condado mais populoso do Alabama.

## História
O condado foi estabelecido pela divisão do condado de Monroe em 6 de dezembro de 1816, pela legislatura do Território do Mississippi.
A cidade de Montgomery deve seu nome a Richard Montgomery, general da Revolução Americana morto em 1775, em uma tentativa de capturar Quebec.
Muito do desenvolvimento do condado durante o século XIX se deve à colheita do algodão, cultura que sofreu um revés temporário devido à Guerra Civil. Outros problemas à lavoura ocorreram aquando da difusão da praga do bicudo-do-algodoeiro em 1914, acarretando problemas nas safras a partir de 1915. Durante a década de 1940, o gado ultrapassou o algodão como renda principal das fazendas do condado.

## Geografia
De acordo com o censo, sua área total é de 2100 km², destes sendo 2034 km² de terra e 66 km² de água.

### Condados adjacentes
- Condado de Elmore, norte
- Condado de Macon, nordeste
- Condado de Bullock, leste
- Condado de Pike, sudeste
- Condado de Crenshaw, sudoeste
- Condado de Lowndes, oeste
- Condado de Autauga, noroeste

### Área de proteção nacional
- Selma to Montgomery National Historic Trail (parte)

## Transportes

### Principais rodovias
- Interstate 65
- Interstate 85
- Interstate 685
- U.S. Highway 31
- U.S. Highway 80
- U.S. Highway 82
- U.S. Highway 231
- U.S. Highway 331
- State Route 21
- State Route 94
- State Route 108
- State Route 110
- State Route 126
- State Route 152
- State Route 271
- State Route 293

## Demografia
De acordo com o censo de 2022:
- População total: 226.361
- Densidade: 111 hab/km²
- Residências: 106.195
- Famílias: 89.134
- Composição da população:
  - Brancos: 34,1%
  - Negros: 60,6%
  - Nativos americanos e do Alaska: 0,3%
  - Asiáticos: 3,4%
  - Nativos havaianos e outros ilhotas do Pacífico: 0,1%
  - Duas ou mais raças: 1,6%
  - Hispânicos ou latinos: 3,9%

## Comunidades

### Cidade
- Montgomery (sede e maior municipalidade)

### Vila
- Pike Road

### Comunidades não-incorporadas
- Ada
- Boylston
- Cecil
- Currys
- Dublin
- Grady
- Hope Hull
- Lapine (parcialmente no condado de Crenshaw)
- Le Grand
- Mathews
- McDade
- Mount Meigs
- Pine Level
- Pintlala
- Ramer
- Red Level
- Snowdoun
- Waugh